# 莱恩西纳
莱恩西纳，是西班牙卡斯蒂利亚-莱昂萨拉曼卡省的一个市镇。 总面积31平方公里，总人口180人（2001年），人口密度6人/平方公里。